# Zavod Republike Slovenije za šolstvo
Zavod Republike Slovenije za šolstvo je javni zavod, namenjen razvoju slovenskega otroškega varstva in šolstva.
Uprava, založba in knjižnica so na Poljanski cesti 28, območne enote pa so v Murski Soboti, Slovenj Gradcu, Mariboru, Celju, Novem mestu, Kranju, Kopru, Novi Gorici in v Ljubljani. 
Ustanovljen je bil leta 1956.
Poleg svetovanja vrtcem in šolam, izdaja priročnike in učbenike ter periodične publikacuije Razredni pouk, Vzgoja in izobraževanje, Šolsko svetovalno delo, Slovenščina v šoli, Šolska knjižnica, Fizika v šoli, Matematika v šoli, Zgodovina v šoli, Geografija v šoli, Trajnostni razvoj v šoli in vrtcu, Glasba v šoli in vrtcu. Organizira tudi šolska tekmovanja: Tekmovanje iz znanja angleščine za učence 9. razreda osnovne šole, Tekmovanje iz znanja nemščine za devetošolce, Tekmovanje iz znanja geografije, Tekmovanje Hitro in zanesljivo računanje – Tekmuj sam s seboj, s časom in s sošolci, Tekmovanje iz slovenščine za Cankarjevo priznanje, Tekmovanje iz znanja zgodovine za učence osnovne šole.